# الكسندر واربورتون
الكسندر واربورتون هو سياسي كندي، ولد في 5 أبريل 1852 في كندا، وتوفي في 14 يناير 1929 في نفس البلد. حزبياً، نشط في الحزب الليبرالي في جزيرة الأمير إدوارد ‏ والحزب الليبرالي الكندي. وقد انتخب عضو مجلس العموم الكندي وانتخب رئيس وزراء جزيرة الأمير إدوارد ‏ (1 أكتوبر 1897 – 1 أغسطس 1898).